# Segar Bastard

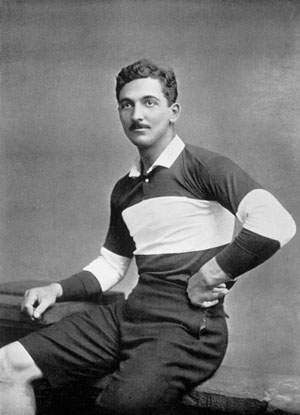
Segar Bastard

Segar Richard Bastard (25 janvier 1854 – 20 mars 1921) était un joueur international de football et arbitre anglais.